# 建武新政
在日本鎌倉幕府滅亡後，1333年（南朝元弘3年、北朝正慶2年）6月後醍醐天皇重新即位，1334年改元「建武」，天皇的權力也進一步得到集中，設置中央最高機關記錄所、雜訴決斷所，重整天皇親政的政治機構，史称建武新政。第二次世界大戰前建武一直是中興的象徵，近年來的歷史學家都記成「建武政權」。
後醍醐天皇在朝廷的一切新政，未能滿足武士的要求，只重用京都的公卿貴族，引起武士階層的普遍不滿；隨後1336年（建武3年），倒幕大將足利尊氏率兵反叛並很快攻陷京都，建武政權終告瓦解，正式進入南北朝時代。

## 鎌倉政權的滅亡
1274年以來蒙古軍兩度渡海攻日，鎌倉幕府元氣大傷，國家政局不安。第88代後嵯峨天皇死後，皇室分裂為後深草上皇系統的持明院統與龜山天皇系統的大覺寺統，這兩大系不斷爭奪皇位與皇室領所屬莊園的繼承權。對於這個紛爭，鎌倉幕府趁機居中調停，並且決定由兩統輪流繼承皇位，史稱「天下二分，兩統迭立」，幕府也因此介入了朝廷政治。大覺寺統出身的後醍醐天皇以第九十六代天皇身分即位，致力親政，暗中謀圖政變。1324年（日本正中元年）卻遭到幕府打敗，史稱「正中之變」。後醍醐天皇被流放於隱岐島，鎌倉幕府擁立持明院統的光嚴天皇即位。後醍醐天皇下诏討伐在鎌倉的北條氏（平氏），後醍醐天皇皇子護良親王與楠木正成（橘氏）等人，結集畿內源氏後裔等反幕勢力，武裝蜂起，對抗鎌倉幕府軍。這時赤松氏、肥後國的菊池氏等各地武士，亦武裝起來討幕，聲勢於是大振。足利尊氏見狀只好見風轉舵，於丹波國筱村的八幡宫向全军明确宣布讨幕，攻陷六波羅探題，史稱「元弘之變」。關東方面則由上野國（群馬縣）的新田義貞挾地利之便，一舉攻下幕府的根據地鎌倉，並將北條氏一族殲滅。1333年（日本元弘三年），赤松氏和楠木氏迎接後醍醐天皇回京復位，鎌倉幕府滅亡。

## 新政機構
中央
- 太政官
- 八省
- 諸官司
- 記録所
- 恩賞方
- 雜訴決斷所
- 武者所
- 窪所

地方
- 陸奥将軍府
- 鎌倉将軍府
- 守護、国司

## 關聯項目
- 日本歷史年表
- 王政復古
- 吉野朝廷
- 建武中興十五社
- 建武德政令
- 延喜之治